# 2-氯苯乙酮
2-氯苯乙酮（英語：Phenacyl chloride）是一种分子式为C8H7ClO的有机化合物，属苯乙酮的衍生物，常用于有机合成与医药合成。纯品为无色结晶，工业品系黄褐色至灰色结晶，易溶于苯、乙醇、四氯化碳及氯化苦，对热稳定性良好。20世纪早期至中后期曾作为军队制式装备于世界范围内广泛使用，现仍偶尔作为CN代号催泪瓦斯被各国警方用于防暴及镇压骚乱。
氯苯乙酮对人眼的刺激作用强度比CS约弱10倍。

## 合成
氯苯乙酮很容易在市面上买到。它也可由苯与氯乙酰氯在氯化铝的催化下发生傅-克反应而制得：
亦或者是由苯乙酮在酸催化下发生α-氯代制得。

## 防暴中的作用
氯苯乙酮曾在第一次与第二次世界大战中作为一种刺激剂被各国研究并大量贮存过，但最终并未投入战场。
氯苯乙酮的毒性相对于CS毒气来说大很多，因此已经大部分被后者取代。它仍在准军事部队和警察中被作为“梅斯催泪毒气”气溶胶喷雾剂的成分，但更快起效与扩散的胡椒喷雾的普及使得它的使用频率进一步下降。
氯苯乙酮的“梅斯”（Mace）名称得名于于最早生产CN毒气的美国厂商的商标名。在美国，“Mace”已成为了催泪瓦斯喷雾剂的通用商标甚至同义词，尽管许多名为“Mace”的产品中并不含有氯苯乙酮。911事件中劫机犯很可能就使用了含有氯苯乙酮的梅斯催泪毒气。
同CS毒气一样，氯苯乙酮通过强烈刺激粘膜（包括口腔、鼻腔、支气管、结膜等）而起作用；有时候它还会导致中毒者昏厥及失去方向感与平衡感。它还能引起长期的过敏性皮炎及接触性皮炎，但较为罕见。
氯苯乙酮的溶液或结晶溅入眼内时具有腐蚀作用，将引起强酸样烧伤并导致不同程度的角膜炎。它还曾导致多起由于肺损害而窒息死亡的事故。